# يان سميث (لاعب كريكت)
يان سميث (28 فبراير 1957 في نيوزيلندا - ) (بالإنجليزية: Ian Smith)‏ هو لاعب كريكت نيوزلندي. شارك مع منتخب نيوزيلندا الوطني للكريكت. أما مع النوادي، فقد لعب مع فريق أوكلاند للكريكت ‏ وCentral Districts cricket team ‏.

## وصلات خارجية
- يان سميث على موقع إي آس بي آن كريك إنفو (الإنجليزية)
- يان سميث على موقع قاعة نيوزيلندا للمشاهير الرياضية (الإنجليزية)